# Französische Frauenfußballmeisterschaft 1977/78
Die französische Frauenfußballmeisterschaft 1977/78 war die vierte Ausspielung dieses Titels nach der offiziellen Anerkennung des Frauenfußballs durch den Fußballverband Frankreichs im Jahr 1970. Die vergleichbaren Wettbewerbe zwischen den Weltkriegen blieben weiterhin inoffiziell, zumal sie von einem reinen Frauensportverband organisiert worden waren.
Die Meisterschaft 1977/78 – eine frankreichweite höchste Liga gab es vor 1992 nicht – wurde in einer Mischung aus Gruppenspiel- und K.-o.-Modus ausgetragen; für die Teilnahme an der landesweiten Endrunde mussten sich die Frauschaften zuvor auf regionaler Ebene qualifizieren. Titelverteidiger war Stade Reims, deren Frauenelf erneut bis ins Endspiel vorstieß, darin allerdings an der AS Étrœungt scheiterte.

## Vorrunde
Die 20 qualifizierten Teams wurden unter regionalen Gesichtspunkten auf vier Fünfergruppen aufgeteilt, in denen jeder Verein in Hin- und Rückspiel gegen jeden anderen antrat. Die jeweils beiden Gruppenbesten erreichten das Viertelfinale. Bei Punktgleichheit – es galt die Zwei-Punkte-Regel – gab die bessere Tordifferenz den Ausschlag.
In den verwendeten Quellen sind keine einzelnen Ergebnisse oder Tabellen dieser Runde zu finden.

## Viertelfinale
Viertel-, Halbfinale und Endspiel wurden in Hin- und Rückspielen ausgetragen, wobei die Auswärtstorregel seinerzeit noch nicht galt; vielmehr wurde bei Torgleichstand nach dem Rückspiel – ohne Verlängerung – ein Strafstoßschießen zur Feststellung des Siegers durchgeführt.
Die Spiele des Viertelfinales fanden am 5. und 19. März 1978 statt.
| Stade Reims – SA Châtellerault        | 7:1 | 2:0             |
| AS Étrœungt – Stade Quimper           | 1:0 | 0:1 (4:3 i. E.) |
| AS Romagnat – FC Metz                 | 1:1 | 1:1 (5:3 i. E.) |
| SC Caluire Saint-Clair – US Colomiers | 6:1 | 7:1             |

## Halbfinale
Die Spiele fanden am 2. und 9. April 1978 statt.
| Stade Reims – SC Caluire Saint-Clair | 3:0 | 1:3             |
| AS Romagnat – AS Étrœungt            | 2:2 | 1:1 (1:2 i. E.) |

## Endspiele
Das Hinspiel fand am 2. Mai 1978 in Étrœungt, das Rückspiel am 8. Mai 1978 in Reims statt.
| AS Étrœungt – Stade Reims | 1:0 (0:0) |

Aufstellungen
Die Aufstellungen dieses Spiels sind nicht überliefert.
Tor
1:0 Billot (59.)
| Stade Reims – AS Étrœungt | 1:1 (0:1) |

Aufstellungen
- Reims: Danielle Vatin – Myriame Olejnik, Claude Bassler, Renée Delahaye, Moine (Batteux) – Véronique Roy (Brassart), Pigeon, Rachèle Vilarinho – Armelle Binard, Isabelle Musset, Marie-Bernadette Thomas
Trainer: Pierre Geoffroy
- Étrœungt: Carlier – Martine Petit, Marie-Noëlle Degardin, Marie-Noëlle Warot, Hamel – Vin, Billot, Canonne – Lefèbvre, Fourdrignier, Chantal Pani
Trainer: Daniel Bertrand

Tore
0:1 Pani (7.)

1:1 Thomas (68.)